# Жорін Максим Борисович
Максим Борисович Жорін (нар. 7 червня 1989, Рубіжне) — український військовий та політичний діяч. Заступник командира 3-ої ОШБр, командир полку «Азов» (2016—2017), підполковник ЗСУ. Начальник Центрального штабу Національного Корпусу.

## Життєпис
Народився у Рубіжному на Луганщині. 2008 року закінчив Рубіжанський політехнічний коледж ім. Порай-Кошиці Луганського національного університету. 2014 року закінчив Київський університет технології та дизайну.
2012 року побився з камерунцем Вільям Ашиллє, отримавши удар ножем. Ашиллє отримав умовне покарання на три роки та мав виплатити 21 тис. грн компенсації Жоріну.

### Участь в АТО
Добровольцем долучився до батальйону (згодом — полку) «Азов», де впродовж 2014—2017 років пройшов шлях від рядового бійця до командира полку.
13 червня 2014 року брав участь у визволенні Маріуполя. Батальйон «Азов» під командуванням Андрія Білецького здійснив ключову роль у цій військовій операції. На початку серпня 2014 року брав участь в боях за Мар'їнку, 5 серпня 2014 року місто було звільнено від окупантів.
Учасник Іловайської операції у серпні 2014 року. 10 лютого 2015 року командував батальйонно-тактичною групою полку «Азов» під час Широкинської наступальної операції, в результаті якої було звільнено від окупантів населені пункти: Широкине, Бердянське, Лебединське, Пікузи та Павлопіль.
У серпні 2016 — вересні 2017 був командиром полку «Азов». Разом з Владиславом Соболевським за даними слідства був визнаний організатором обстрілу демонстрації 9 травня 2017 року в селі Безіменне (демонстрація проводилася військовими формуваннями ДНР).

### Політична діяльність
У жовтні 2017 року очолив обласний осередок партії Національний корпус у Харківській області. З лютого 2018 року — голова міжобласного об'єднання осередків партії . З січня 2020 року очолив центральний штаб партії.
У 2019 році невдало балотувався до Верховної ради по одномандатному 217 виборчому округу Києва, де програв Мар'яні Безуглій (зайняв третє місце із 5,6 тис. голосів).
12 березня 2020 року був одним за активних учасників зриву презентації «Національної платформи єдності і примирення» Сергія Сивохо. Разом з Владиславом Соболевським, Сергієм Тамаріним, Сашею Волковим та Юрієм Каплею був затриманий поліцією. Через дві години після затримання його випустили з відділку поліції.
Жорін відповів на заяву Ірини Фаріон щодо спілкування військових ЗСУ російською мовою так: «Никто тебе не давал права открывать рот в сторону бойцов «Азова», Третьей штурмовой или любого другого подразделения украинской армии. Поэтому просто иди ты на**й!».

### Російське вторгнення в Україну (2022)
З першого дня повномасштабної агресії РФ проти України, 24 лютого 2022 р., долучився до формування київського добровольчого загону ТрО «Азов — Київ» який в березні розширився до батальйону ТрО «Азов — Київ», а згодом — Окремого полку спеціального призначення ЗСУ «Азов — Київ». В усіх цих підрозділах Максим Жорін був співкомандиром, брав участь у плануванні та здійсненні оборонних заходів на підступах до столиці. Також відповідав за організацію перекидання гвинтокрилами азовських добровольців у блоковане російськими військами м. Маріуполь. У квітні 2022 р. разом з усім ОПСП ЗСУ «Азов — Київ» перейшов до лав ССО.
З 2023 року заступник командира 3-ої окремої штурмової бригади.

## Нагороди
- Нагрудний знак «За відвагу в службі» — відомча заохочувальна відзнака Міністерства внутрішніх справ України.[джерело?]
- Медаль «За оборону Маріуполя» — за участь у звільненні та обороні Маріуполя.[джерело?]
- Нагородна вогнепальна зброя — за проявлену особисту мужність під час виконання бойових завдань.[джерело?]